# Probopyrus brachysoma
Probopyrus brachysoma är en kräftdjursart som först beskrevs av Goverdhan Lal Chopra 1923.  Probopyrus brachysoma ingår i släktet Probopyrus och familjen Bopyridae. Inga underarter finns listade i Catalogue of Life.